# 布魯克維爾 (堪薩斯州)
布魯克維爾（英語：Brookville）是一個位於美國堪薩斯州薩林縣的城市。

## 地方資料
根據2020年美國人口普查的數據，布魯克維爾的面積為1.49平方千米，當中陸地面積為1.49平方千米，而水域面積為0.00平方千米。當地共有人口247人，而人口密度為每平方千米165.77人。